# لويس مويس بيكل
لويس مويس بيكل (بالإنجليزية: Lois Moyes Bickle)‏ مواليد 28 يوليو 1881 في تورونتو، هي لاعبة كرة مضرب كندية تلعب باليد اليمنى. وصلت لنهائي بطولة أمريكا المفتوحة للتنس.

## النهائيات

### الزوجي
النهائي (1)
| السنة | البطولة                     | الشريك            | المنافس                        | النتيجة  |
| 1909  | بطولة أمريكا المفتوحة للتنس | دوروثي غرين (تنس) | هازل هوتشكيس وايتمان إديث روتش | 1–6, 1–6 |